# Minas Tênis Clube
Minas Tênis Clube, comúnmente conocido simplemente como Minas o Minas TC, es un club multideportivo con sede en Belo Horizonte, fundado el 15 de noviembre de 1935. Su sección de baloncesto juega en la NBB, y también en la Liga de Campeones de Baloncesto de las Américas a partir de la temporada 2021-22. En voleibol femenino es uno de los equipos más importantes de Brasil, habiendo conquistado diez títulos nacionales y seis continentales.

## Basquetbol
Minas fue uno de los mejores equipos en los primeros años de la NBB, alcanzando la serie semifinal dos años seguidos. En ambas semifinales, el equipo, comandado por el pívot Murilo Becker y el base Facundo Sucatzky, fue derrotado por UniCEUB/BRB/Brasília.

### Roster actual
Actualizado al 13 de diciembre de 2024.
"Temporada 2024-25"
| Minas TC Roster 2024-25   |    |                                    |                    |
| C U E R P O T É C N I C O |    |                                    |                    |
| Entrenador                |    | Bandera de Brasil                  | Leonardo Costa     |
| Asistente                 |    | Bandera de Brasil                  | Joao Otto          |
| Asistente                 |    | Bandera de Brasil                  | Carlos Lima        |
| J U G A D O R E S         |    |                                    |                    |
| Ala-pívot                 | 1  | Bandera de Estados Unidos          | Jeremy Hollowell   |
| Alero                     | 2  | Bandera de Brasil                  | Fernando Fernandes |
| Base                      | 3  | Bandera de Brasil                  | Scott Machado      |
| Base/Escolta              | 5  | Bandera de Argentina               | Franco Baralle     |
| Alero                     | 9  | Bandera de Brasil                  | Danilo Fuzaro      |
| Base                      | 10 | Bandera de Uruguay                 | Lucas Rodríguez    |
| Alero/Ala-pívot           | 12 | Bandera de Brasil                  | Rafael Mineiro     |
| Pívot                     | 15 | Bandera de Brasil                  | Winicius Silva     |
| Escolta                   | 20 | Bandera de Argentina               | Juan Arengo        |
| Ala-pívot                 | 24 | Bandera de Brasil                  | Alexandre Paranhos |
| Alero/Ala-pívot           | 27 | Bandera de Brasil                  | Yuri Elias         |
| Base/Escolta              | 44 | Bandera de la República Dominicana | Luis Montero       |
| = Capitán                 |    |                                    |                    |
| = Lesionado               |    |                                    |                    |

## Voleibol femenino
El equipo ha participado en todas las ediciones de la Superliga Femenina, ganándola en cuatro oportunidades (2001/02, 2018/19, 2020/21 y 2021/22). A esos títulos se suman dos Taças Brasil (1964 y 1974), la Liga Nacional de 1992/93 y cuatro ediciones de la Copa Brasil (1983, 2019, 2021 y 2023). A nivel continental, se alzó con cuatro Campeonatos Sudamericano de Clubes (2018, 2019, 2020 y 2022), además de un Campeonato Sudamericano de Campeones en 1999 y una Liga Sudamericana en 2000. También fue subcampeón del Campeonato Mundial de Clubes de la FIVB en dos ocasiones (1992 y 2018). En 2022 se consagró campeón del campeonato Mineiro tras derrotar 3-1 al Praia Clube en la final, en lo que constituyó otra edición del clásico estadual.
Por razones de patrocinio, el equipo fue conocido como Itambé/Minas a partir de 2019, y como Gerdau Minas a partir de mediados de 2022.